# Digital Cinema Package

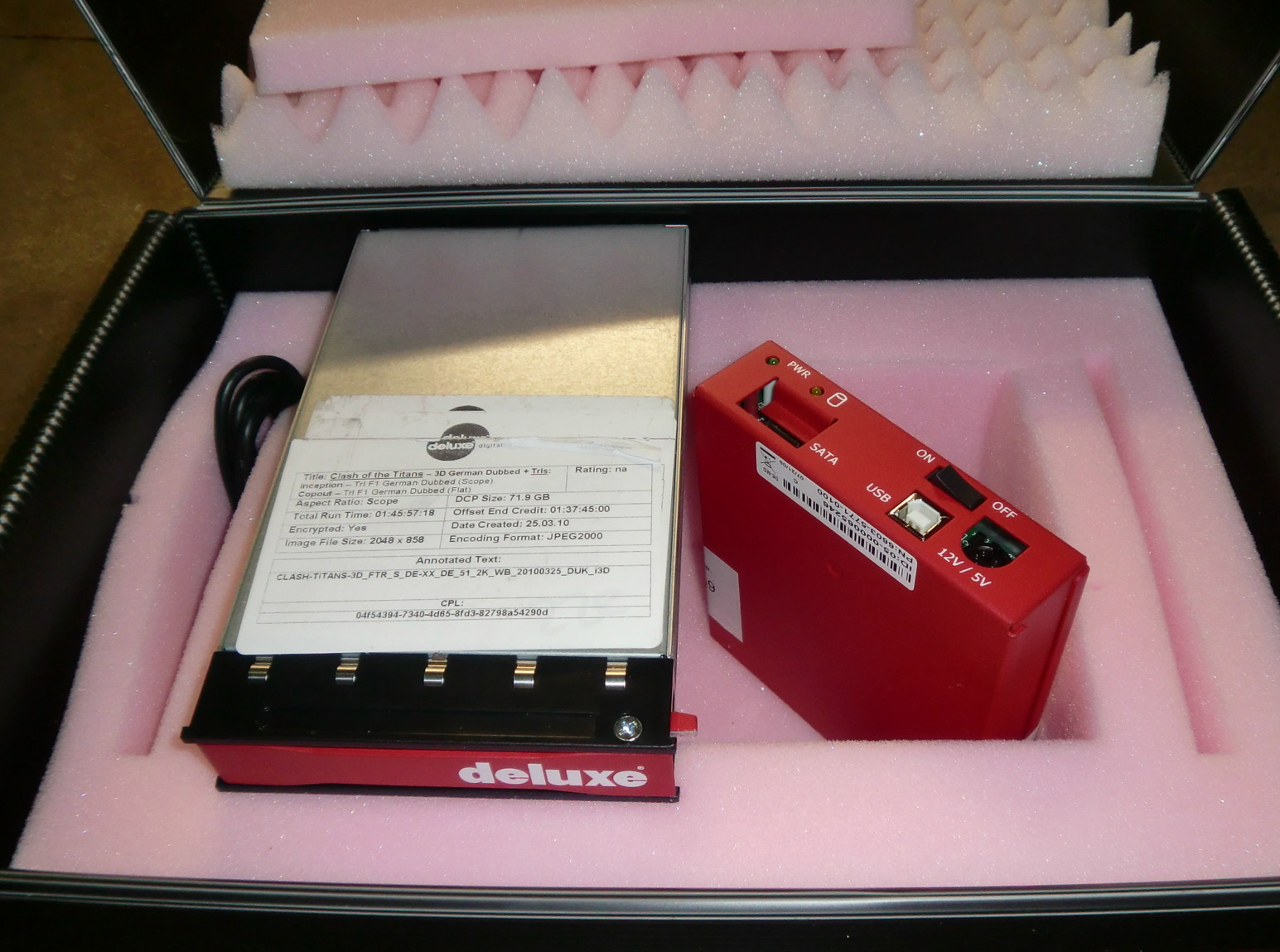
Festplatten mit DCP von Kampf der Titanen im Transportkoffer

Digital Cinema Package (DCP) ist ein Containerformat für Bilder, Ton und Daten. Es wird im Kino eingesetzt, um Filme vorzuführen. Seit der Umstellung von 35-mm-Film auf digitale Projektion ist es das vorherrschende Format.
Eine Besonderheit des DCP ist, dass es via AES-Verschlüsselung so verschlüsselt werden kann, dass es nur auf dem Zielprojektor abspielbar ist. Zum Abspielen benötigt man eine Key Delivery Message, eine XML-Datei, die viele Information (z. B. Seriennummer des Kinoservers, Datum und Uhrzeit der Laufzeit etc.) enthält.

## Inhalt
Das Bildformat innerhalb des DCP ist JPEG 2000, während das Audioformat PCM 24 Bit Audio ist. Enthalten ist außerdem eine Wiedergabeliste im XML-Format. Auf die Erstellung eines DCP sind professionelle Firmen spezialisiert, es gibt aber auch die Möglichkeit mit Hilfe von Open-Source-Software selber ein DCP herzustellen.

## Distribution
Eine verbreitete Distributionsform ist der Versand von Festplatten in Wechselrahmen. Durch immer schneller werdende Internetverbindungen wird das DCP vermehrt digital übermittelt. Der Film wird so direkt auf den Server des Kinos geladen.